# شهرستان لینکلن (نیومکزیکو)
شهرستان لینکلن، نیومکزیکو (به انگلیسی: Lincoln County, New Mexico) یک سکونتگاه مسکونی در ایالات متحده آمریکا است که در نیومکزیکو واقع شده‌است.

## خصوصیات
شهرستان لینکلن ۱۲٬۵۱۲٫۳ کیلومترمربع مساحت دارد.